# Gelber Sack

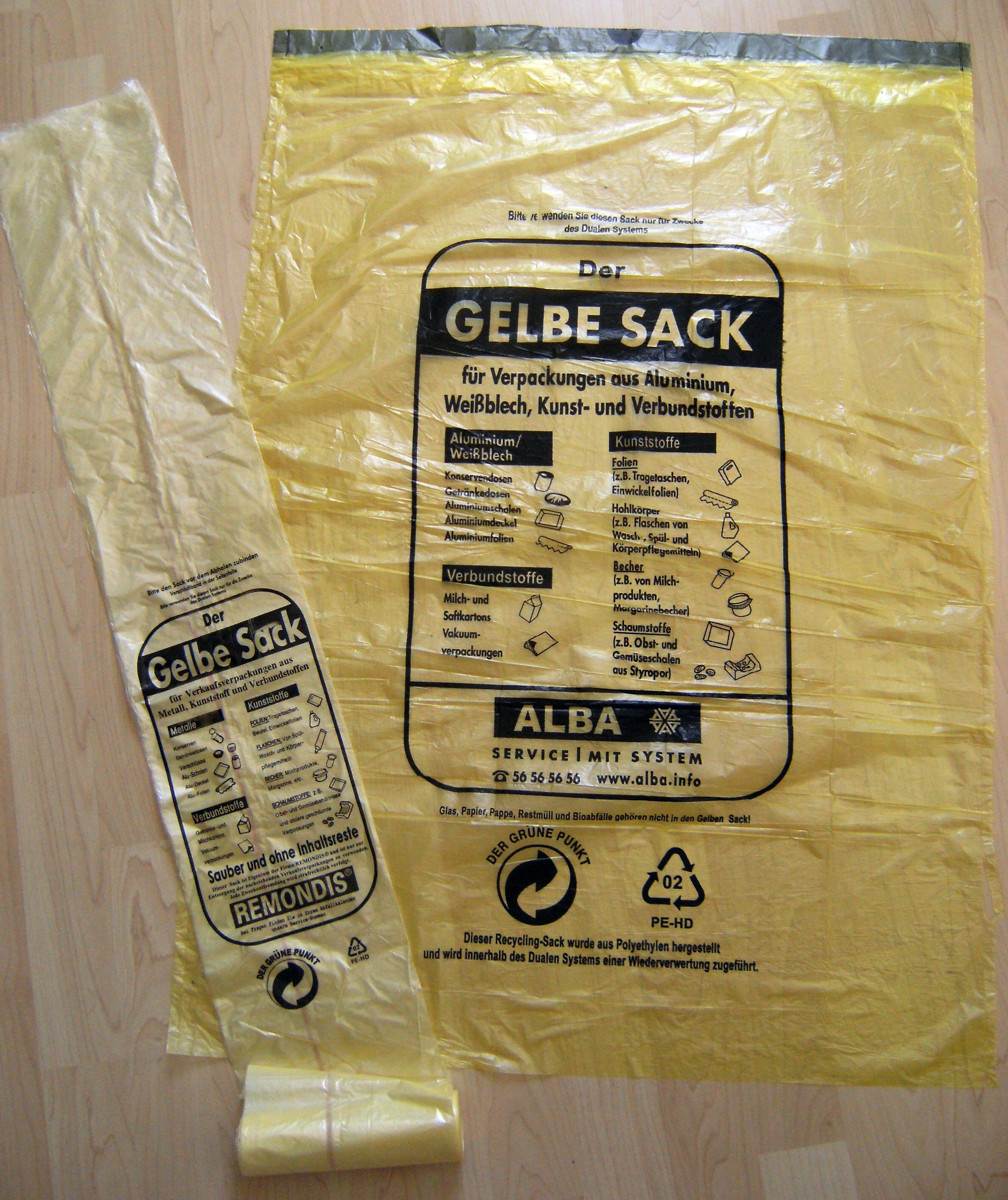
Den gula säcken som den överlämnas till medborgarna

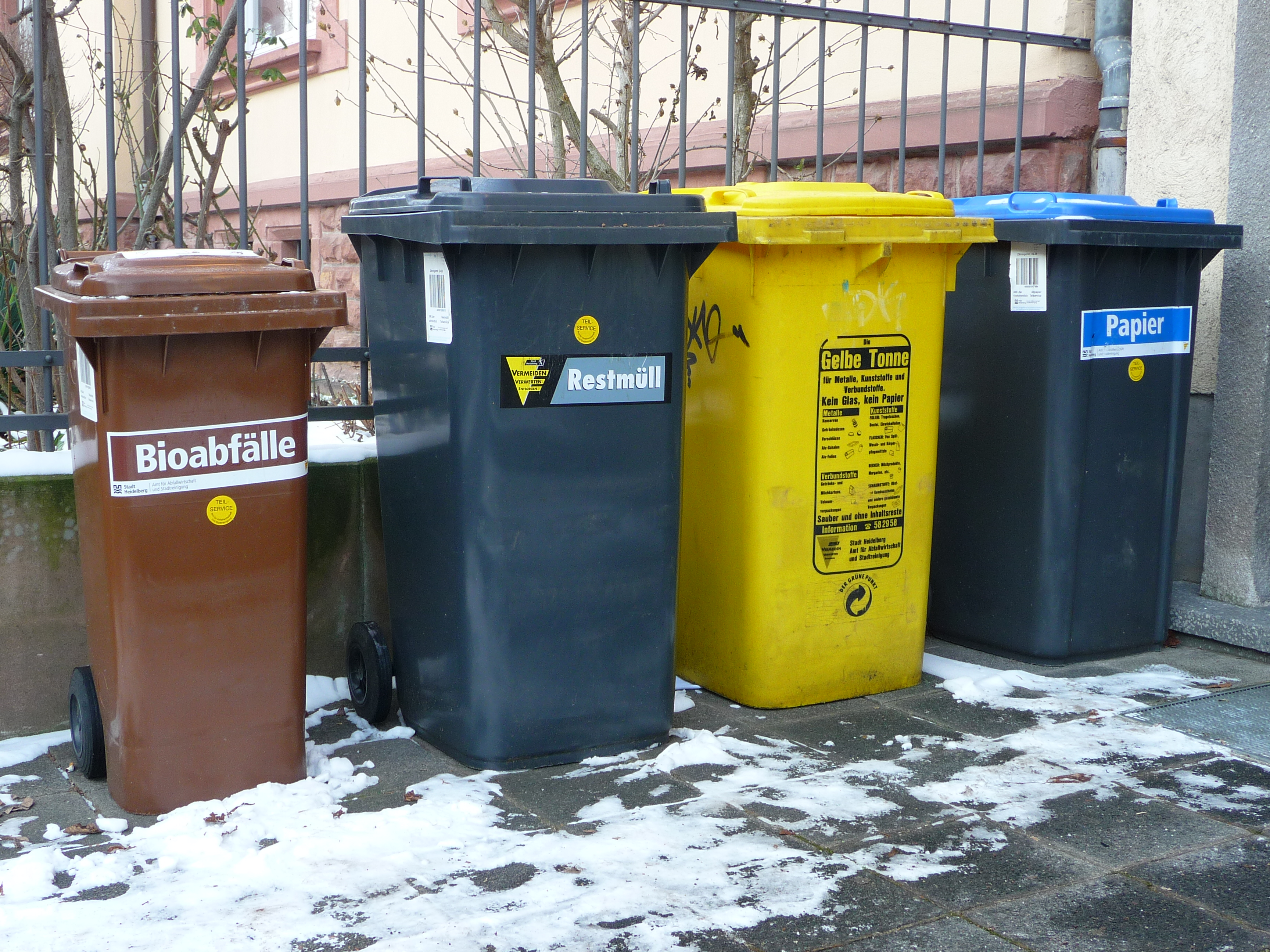
En variant är den gula tunnan.

Gelber Sack (tyska för: gul säck) är i Tyskland och Österrike en mjuk behållare som är avsedd för återvinningsmaterial.
I säcken samlas förpackngsmaterial som yoghurtbehållare eller konservburkar samt pappersförpackning med ett plastikskikt. Påsarna hämtas vanligen varannan vecka av sopföretaget. Den gula säcken infördes under 1990-talet. Systemet finnanceras med en avgift som varje producent av förpackning får betala (Duales System). Sopföretaget har en maskin som skiljer de olika materialierna från varandra. När en sammansatt förpackning inte kan skiljas flyttas den till sopförbränningen. I vissa fall sker det med 50 procent av säckens innehåll. Ofta används det återvunna ämnet för andra produkter. Enligt en undersökning från 2021 finns i säcken endast 36 procent av dessa materialier som betalas enligt den ovan beskrivna modellen. Resten är envägsflaskor, annan återvinningsmaterial, förpackning som uppstår under produktionsprocessen, övriga hushållssopor och ospecifika material. Miljövårdsorganisationer som Naturschutzbund Deutschland (NABU) betraktar den gula säcken trots en del brister som ett bra steg mot ett hållbart samhälle.